# Mug Museum
Mug Museum je třetí sólové studiové album velšské zpěvačky Cate Le Bon. Vydáno bylo v listopadu roku 2013 společnostmi Turnstile Music a Wichita Recordings. Album bylo nahráno v roce 2013 v Los Angeles a jeho producenty byli Noah Georgeson a Josiah Steinbrick. Autorkou fotografie na obalu alba je Piper Ferguson. Píseň „I Think I Knew“ je duet s americkým zpěvákem Perfume Geniusem.

## Seznam skladeb
Autorkou všech skladeb je Cate Le Bon.
1. I Can't Help You – 4:00
2. Are You with Me Now? – 4:20
3. Duke – 3:49
4. No God – 4:38
5. I Think I Knew – 4:48
6. Wild – 3:28
7. Sisters – 4:05
8. Mirror Me – 3:48
9. Cuckoo Through the Walls – 5:29
10. Mug Museum – 3:44

## Obsazení
- Cate Le Bon – zpěv, kytara, perkuse, klavír, syntezátor, saxofon
- H. Hawkline – baskytara, kytara, varhany
- Stephen Black – baskytara, klarinet, saxofon
- Nick Murray – bicí
- Josiah Steinbrick – kytara, varhany, bicí, perkuse
- Perfume Genius – zpěv
- Toko Yasuda – zpěv